# 三国王 (捷克反纳粹抵抗组织)

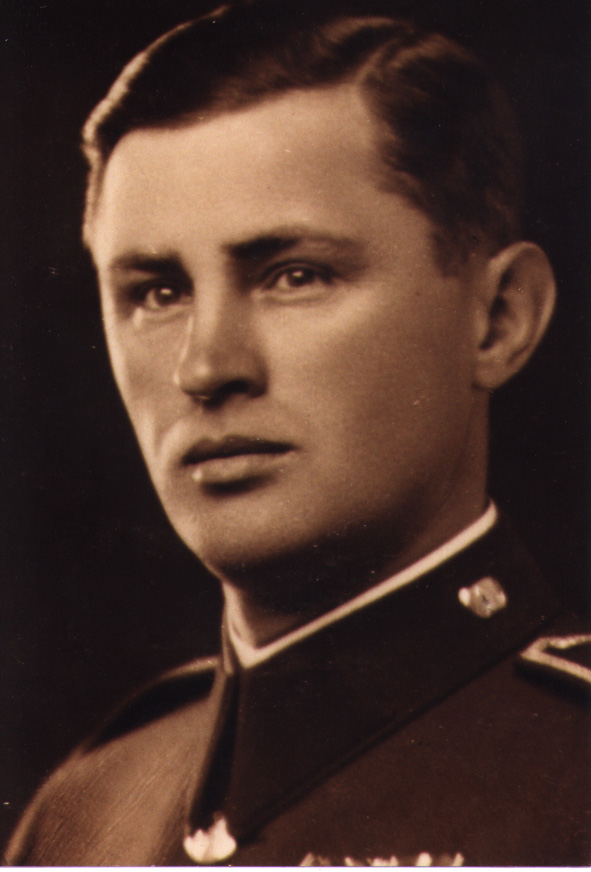
约瑟夫·马辛

三国王（捷克語：Tři králové）是一个存在于1939至1942年的捷克抵抗组织。其成员为约瑟夫·马辛、瓦茨拉夫·莫拉维克以及约瑟夫·巴拉班。
納粹德國于1939年吞并捷克斯洛伐克，“三国王”抵抗组织随后成立。他们的首要任务是与身在英国的捷克斯洛伐克军事情报官弗朗蒂谢克·莫拉维茨保持无线电联络。